# Christian Cambon
Pour les articles homonymes, voir Cambon.
Christian Cambon, né le 8 mars 1948 à Saint-Mandé (Val-de-Marne), est un homme politique français, membre des Républicains.
Sénateur depuis 2004, il est anciennement président de la commission des Affaires étrangères, de la Défense et des Forces armées et premier vice-président de la délégation parlementaire au renseignement.

## Biographie
Titulaire du DESS de droit public de l'université de Paris II et diplômé de l'Institut d'études politiques de Paris (1971, section Service Public), chef d'entreprise de profession, il est élu maire de Saint-Maurice de 1989 à 2017 puis conseiller municipal de Saint-Maurice depuis 2017. Il devient sénateur du Val-de-Marne le 26 septembre 2004, et est réélu en 2011 et 2017.

### Anciens mandats
Il est maire de Saint-Maurice (94410) de 1989 à 2017,, où il a été réélu en 2008, au 1er tour avec 65,86 % des voix et en 2011 avec 76,6 %, après en avoir été maire-adjoint de 1977 à 1983 et conseiller municipal de 1971 à 1977.
Il est premier vice-président de la communauté de communes de Charenton-le-Pont Saint-Maurice et occupe les fonctions de premier vice-président du syndicat des eaux d'Île-de-France (SEDIF) de 1983 à 2017.
Il est conseiller régional d'Île-de-France de 1998 à 2004, vice-président du conseil régional d'Île-de-France de 1986 à 1998, député-suppléant du Val-de-Marne de 1988 à 1993.

### Sénateur du Val-de-Marne

#### Fonctions au Sénat
- Président de la commission des Affaires étrangères, de la Défense et des Forces armées
- Membre de la délégation française de l’Assemblée parlementaire de l’OTAN
- Membre de la délégation parlementaire au Renseignement

#### Relations avec le Maroc
Président du groupe interparlementaire d’amitié France-Maroc, Christian Cambon défend, d'après L'Humanité, en France les positions de Rabat.
Il appuie la position du Maroc sur le statut du Sahara occidental, affirmant que « les provocations et les gesticulations du Polisario (le mouvement revendiquant l’indépendance du Sahara occidental) ne changeront rien au statut des provinces du Sud marocain. » et appelant l’État français à s'aligner sur « ce magnifique plan d’autonomie que Sa Majesté a proposé ».
Il participe, à la veille des élections législatives de 2017, selon L'Humanité, au « torpillage en coulisses » de la candidature de la sénatrice (MoDem) Leïla Aïchi dans la 9e circonscription des Français de l’étranger (qui inclut le Maroc), en raison de ses critiques sur « les graves violations des droits de l’homme constatées par les ONG » au Sahara occidental.
Il crée la polémique, en 2019, en remettant la médaille d’or du Sénat à Mahmoud Archane, accusé d'être un tortionnaire des années de plomb sous le régime d'Hassan II, devenu sénateur au Maroc.
Lors du scandale d'espionnage Pegasus, un logiciel espion israélien utilisé par plusieurs pays — dont le Maroc — pour espionner des opposants politiques et des journalistes, Christian Cambon assure le royaume chérifien de sa « solidarité ». Il déclare dans la presse progouvernementale marocaine que le pays fait « l’objet manifestement de campagnes de presse et de dénigrement », relevant selon lui de « montages », de manœuvres « agitées par une main qui, comme d’habitude et depuis longtemps, rassemble les adversaires du Maroc » pour « ternir l’image du Maroc », car « la réussite du royaume crée des jalousies ».
Il dénonce, en 2023, la résolution adoptée par le Parlement européen critiquant les atteintes à la liberté de la presse et aux droits de l'homme au Maroc.
D'après le magazine Challenges, sa cheffe de cabinet tente, en novembre 2023, de modifier la section sur le Maroc de cet article Wikipédia.

## Distinctions
- Chevalier de la Légion d'honneur[réf. souhaitée]
- Officier de l'ordre national du Mérite
- Officier de l'ordre des Palmes académiques
- Médaille d'honneur régionale, départementale et communale, or
- Officier de l'ordre du Mérite de la République italienne‎
- Chevalier de l'ordre national de Madagascar
- Commandeur de l'ordre du Ouissam alaouite
- Croix de l'Amitié de la République démocratique populaire du Laos
- Il a reçu la Marianne d'Or en 1995 au titre des opérations d’urbanisme dans la ville de Saint-Maurice et en 2008 au titre des actions de solidarité du Syndicat des eaux d’Île-de-France (SEDIF).

## Ouvrage
- Christian Cambon, La bataille de l'apprentissage: Une réponse au chômage des jeunes, Descartes & Cie, 1993 (ISBN 2910301044)